# Daignac
Daignac is een gemeente in het Franse departement Gironde (regio Nouvelle-Aquitaine) en telt 406 inwoners (1999). De plaats maakt deel uit van het arrondissement Libourne.

## Geografie
De oppervlakte van Daignac bedraagt 5,7 km², de bevolkingsdichtheid is 71,2 inwoners per km².
De onderstaande kaart toont de ligging van Daignac met de belangrijkste infrastructuur en aangrenzende gemeenten.

## Demografie
Onderstaande figuur toont het verloop van het inwonertal (bron: INSEE-tellingen).